# Aillutticus nitens
Aillutticus nitens là một loài nhện trong họ Salticidae.
Loài này thuộc chi Aillutticus. Aillutticus nitens được María Elena Galiano miêu tả năm 1987.